# Solange Peters
Pour les articles homonymes, voir Peters.
Solange Peters, née le 20 décembre 1972 à Lausanne (originaire de Lignerolle), est une médecin cancérologue et professeure de l'Université de Lausanne. Elle est cheffe du service d'oncologie médicale du Centre hospitalier universitaire vaudois (CHUV).

## Biographie
Solange Peters naît le 20 décembre 1972 à Lausanne. Elle est originaire de Lignerolle, dans le district du Jura-Nord vaudois. Son père, Georges Peters, d'origine juive et allemande, naturalisé en 1974, est professeur de pharmacologie ; sa mère, Lise Peters née Haefeli, également médecin, grandit à La Chaux-de-Fonds. Tous deux sont députés socialistes au Grand Conseil. Elle a un frère, Olivier, économiste, conseiller personnel de Pierre-Yves Maillard, nommé à un poste de directeur au CHUV en 2007, puis à la vice-direction de l'Office fédéral de la santé publique en 2013. 
Elle grandit à Lausanne et entre au Conseil communal (législatif) de la ville en 1996, alors qu'elle effectue ses études dans la faculté de médecine de l'Université de Lausanne, où elle obtient son doctorat en médecine en 1998 et son MD-PhD en 2002. Sa thèse, développée au sein de l'Institut de Microbiologie, tient sur les nouveaux mécanismes de résistance du VIH aux médicaments. 
Après une période de recherches autour du SIDA, elle se réoriente vers l'oncologie thoracique. En 2015, elle fonde au sein de ESMO le réseau Women for Oncology, visant à la promotion des carrières féminines dans le domaine de l'oncologie. En 2016, elle est nommée professeure ordinaire à la faculté de médecine de l'Université de Lausanne et cheffe du service d'oncologie médicale au CHUV,. En 2020, elle est élue à la présidence de ESMO, Société européenne d'oncologie médicale,. 
Ses recherches portent sur les approches innovatives en termes de traitements multimodaux des tumeurs thoraciques (radiothérapie, chimiothérapie et chirurgie),,. 
Solange Peter gère également les bases de données de l’European Thoracic Oncology Platform (ETOP). Elle est l'auteure de plus de 250 articles et chapitres de livres spécialisés, a été rédactrice en chef adjointe de Lung Cancer et a été rédactrice en chef adjointe du Journal of Thoracic Oncology (JTO) jusqu'en 2020.
Durant toute sa carrière, Solange Peters est politiquement active au service du parti socialiste, notamment en tant que promotrice d'initiatives populaires telles que «Oui à la protection des enfants et des jeunes contre la publicité pour le tabac» en 2022.
En 2018, elle fait l'objet d'entretien dans la collection Films Plans-Fixes.
Elle est mère de deux enfants et vit à Lausanne.

## Recherches
Solange Peters effectue de la recherche fondamentale s'intéressant aux tumeurs thoraciques et plus spécifiquement aux nouveaux biomarqueurs et à leur validation dans des études précliniques et cliniques. Elle contribue également aux recommandations pour la prise en charge des patients au niveau européen.  Elle est active dans les approches innovatives dans les traitements multimodaux (radiothérapie, chimiothérapie et chirurgie) et gère l’organisation et la coordination d’essais cliniques, ainsi que les bases de données de l’European Thoracic Oncology Platform (ETOP). 

### Autres activités
Elle est présidente du conseil de fondation du Béjart Ballet Lausanne à partir de juin 2018. Elle annonce qu'elle quitte cette fonction en août 2023.